# 亨利·内斯莱
亨利·内斯莱（法語：Henri Nestlé，法語發音：[ɑ̃ʁi nɛsle]，1814年8月10日—1890年7月7日），德国法兰克福出生的瑞士企业家。

## 生平
1814年出生于法蘭克福的一个富豪家庭，是約翰·乌尔里希·马蒂亚斯·内斯莱（Johann Ulrich Matthias Nestle）和安娜-瑪利亞·卡塔里娜·埃厄曼（Anna-Maria Catharina Ehemann）十四个孩子中的第十一个。他的哥哥古斯塔夫·埃德蒙·内斯莱後來當過法蘭克福市長。
1833年，内斯莱家族因政治迫害以及社会不安，逃到瑞士，定居沃韦。亨利·内斯莱本是一个药剂师助手，1843年他在维泰勒开办了一个矿泉水工厂。1860年间，他开始研究可以减少婴儿死亡率的奶制品，这样的人工奶制品尤其可以在城市内给无奶母的婴儿服用。1866年雀巢公司成立，而本公司英文有舒適的安定下來和依偎的意思，他的婴儿营养麦片粥开始在全欧洲畅销。
1868年，亨利·内斯莱使用鳥巢作為内斯莱公司徽號，而該徽號亦在1875年成為註冊商標，因为其姓氏“Nestle”在施瓦本方言中是“小鸟的巢”的意思，还有Nästlin、Nästlen、Nestlin、Nestlen、Niestle等变体。1890年，亨利·内斯莱因心臟病去世。

## 外部連接
- Henri Nestlé biographyArchive.today的存檔，存档日期2012-12-16. Switzerland.isyours.com.
- History of Nestlé. Nestlé.com.